# Pleuronodes odorino
Pleuronodes odorino är en fjärilsart som beskrevs av Felix Bryk 1915. Pleuronodes odorino ingår i släktet Pleuronodes och familjen nattflyn. Inga underarter finns listade i Catalogue of Life.